# Gustav-Adolf Hirn

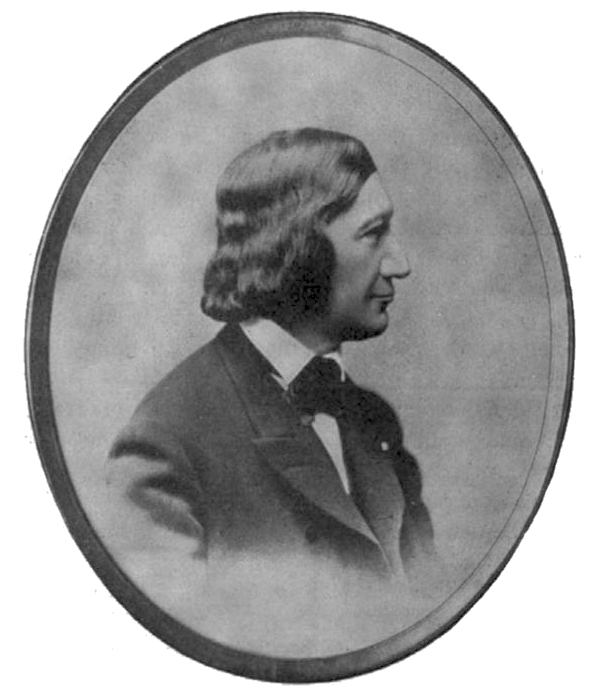
Gustav-Adolf Hirn (1815–1890)

Gustav-Adolf Hirn (* 21. August 1815 in Logelbach bei Colmar im Elsass; † 14. Januar 1890 in Colmar) war ein französischer Physiker.

## Leben
Hirn trat 1834 zunächst als Farbenchemiker in eine Kattunfabrik in Logelbach ein und blieb in derselben als Ingenieur, nachdem sie 1842 in eine Baumwollspinnerei und -Weberei umgewandelt worden war. Hier begann er seine grundlegenden Untersuchungen über das mechanische Wärmeäquivalent, mit der er einen Preis der Berliner Physikalischen Gesellschaft gewann.
Er lieferte zahlreiche Arbeiten über die Wärmelehre, die Theorie der Dampfmaschine, der Ventilatoren und des Amslerschen Planimeters, über Reibungswiderstände, über die Theorie der Überhitzung, Wärmekapazität des Wassers; auch erfand er ein Pandynamometer.

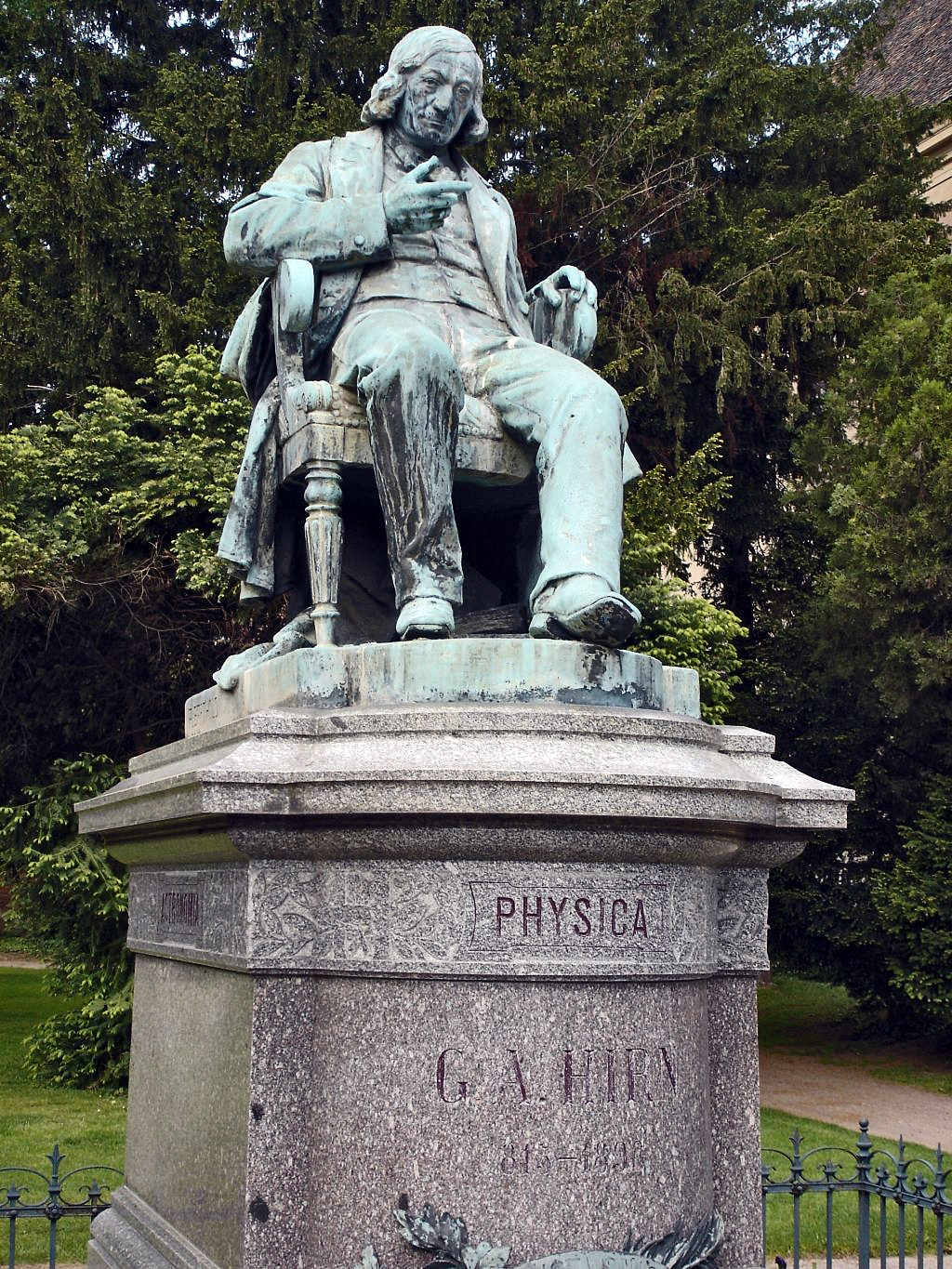
Gustav-Adolf Hirn (Denkmal in Colmar, erschaffen von Frédéric Auguste Bartholdi)

Ende 1880 gründete er ein meteorologisches Observatorium bei Colmar, in dem er seine wissenschaftlichen Arbeiten fortsetzte. 1894 wurde ihm dort ein Denkmal (siehe Abbildung) errichtet. 1867 wurde er korrespondierendes Mitglied der Académie des sciences in Paris und 1872 assoziiertes Mitglied der Académie royale des Sciences, des Lettres et des Beaux-Arts de Belgique in Brüssel. Ab 1886 war er korrespondierendes Mitglied der Russischen Akademie der Wissenschaften in Sankt Petersburg und ab 1887 auswärtiges Mitglied der Königlich Dänischen Akademie der Wissenschaften.
Der elsässische Textilfabrikant und Chemiker Johann Michael Haussmann (1749–1824) war Hirns Großvater. Der Erfinder des Riemenantriebs per Treibriemen, Charles-Ferdinand Hirn (1810–1879), war sein älterer Bruder.

## Werke
- L’équivalent mécanique de la chaleur. Colmar u. Paris 1858.
- Théorie mécanique de la chaleur. Colmar u. Paris 1861, 2 Bde.; 3. Aufl., Paris 1875 (Übersetzung von Zeuners „Grundzügen der mechanischen Wärmetheorie“, das. 1861; 3. Aufl. 1875).
- Analyse de l’univers. Colmar u. Paris 1868.
- Mémoire sur les anneaux de Saturne. Straßburg 1872.
- Les pandynamomètres. Paris 1876.
- La vie future et la science moderne. 1882.
- Constitution de l’espace celeste. 1889.